# Giuliano Montaldo
Giuliano Montaldo (Gènova, 22 de febrer de 1930 - Roma, 6 de setembre de 2023) fou un director de cinema, guionista i actor italià.

## Biografia
Va iniciar la seva carrera cinematogràfica en els anys 50 com a actor. Va participar en les pel·lícules de Carlo Lizzani Atenció! Bandits! (1951) i Crònica dels pobres amants (1954) i en el primer llargmetratge de Valerio Zurlini Le ragazze di San Frediano (1955).
El 1961 es va passar a la direcció amb la pel·lícula Tiro al piccione, un film sobre la Resistència italiana amb el qual va participar al Festival de Venècia de 1961. El 1965 va estrenar la pel·lícula Una bella grinta, escrita i dirigida per ell, en la qual critica l'especulació econòmica a Itàlia i amb la qual va participar al 15è Festival Internacional de Cinema de Berlín. Montaldo sentia gran interès per la Història i pels afers polítics i socials, i això es va reflectir en una mena de trilogia en la qual reflexiona sobre el poder: és la composta per les pel·lícules Gott mit uns (Dio è con noi) (1969), Sacco e Vanzetti (1971) i Giordano Bruno (1973). A Giordano Bruno narra els últims anys de la vida del filòsof homònim, des de la seva captura a Venècia fins a la seva mort en la foguera en 1600, cremat al Campo de' Fiori de Roma després de ser jutjat per la Inquisició, que va considerar herètiques les seves idees sobre la distinció entre les veritats de la fe i de la ciència. El paper principal va estar a càrrec de Gian Maria Volonté i van participar altres importants actors com Charlotte Rampling (en el paper de Fosca), Renato Scarpa (Fra' Tragagliolo) o Mathieu Carrière (Orsini). Destaca la cuidada recreació de la ciutat de Venècia, les imatges de la qual es van inspirar en les dels grans pintors del segle XVI. La fotografia de la pel·lícula va ser a càrrec de Vittorio Storaro i la música va ser composta per Ennio Morricone.
El 1969 va estrenar Gli intoccabili. Es tracta d'una pel·lícula de gàngsters protagonitzada per John Cassavetes i Britt Ekland. El propi Montaldo va adaptar la novel·la de Ovid Demaris sobre un pla de robatori a un casino de Las Vegas. Aquesta pel·lícula va participar al 22è Festival Internacional de Cinema de Canes.
El 1971 fou membre del jurat del 7è Festival Internacional de Cinema de Moscou.
En 1979 va estrenar Il giocattolo, amb guió del director sobre una història de Sergio Donati que va ser produïda per Sergio Leone. Nino Manfredi va encarnar a un home pusil·lànime la vida del qual està constreta per l'aclaparadora personalitat del seu cap (Arnoldo Foà) i l'eterna malaltia de la seva dona (Marlène Jobert). La seva vida canviarà quan coneix al policia interpretat per Vittorio Mezzogiorno. Es tracta d'una visió desesperançada del món, dividit entre criminals rics i criminals pobres, on l'honradesa sembla impossible.
Va adaptar la novel·la de Giorgio Bassani en la pel·lícula homònima, L'home de les ulleres d'or (1987), per a la qual va comptar amb un important repartiment internacional encapçalat per Philippe Noiret i Rupert Everett. Al costat d'ells, van intervenir altres figures del cinema italià com Valeria Golino, Stefania Sandrelli i Roberto Herlitzka. La banda sonora és d’Ennio Morricone, qui va guanyar gràcies a aquesta pel·lícula un David de Donatello (1988). La pel·lícula s'ambienta en els temps de la Itàlia feixista i reflecteix el clima de repressió política, racial i sexual (el protagonista, el doctor Fadigati -Philippe Noiret- és homosexual).
I demoni di San Pietroburgo (2007) està inspirada en la vida de l'escriptor rus Fiódor Dostoievski, en concret en els moments en els quals estava escrivint la seva novel·la El jugador. Està protagonitzada, entre d'altres, per Miki Manojlovic (Dostoievski), Carolina Crescentini (Anna), Roberto Herlitzka (Pavlovic) i Sandra Ceccarelli (Natalia Ivanovna).

## Altres mitjans
Va dirigir la minisèrie televisiva Marco Polo (1982) coproduïda per France 2 i la RAI. Tracta sobre la vida del famós comerciant venecià Marco Polo (interpretat per Ken Marshall) i va comptar amb un important repartiment ple d'estrelles del cinema, com Denholm Elliott, Anne Bancroft, John Gielgud, Leonard Nimoy, F. Murray Abraham o Burt Lancaster. La banda sonora va ser composta per Ennio Morricone
També ha dirigit l'escenografia de diverses òperes, entre altres Il trovatore (1990) i La bohème (1992).

## Docència i altres treballs professionals
Va ser professor en el curs 2005-06 de l'assignatura Disciplines de l'Espectacle en la Facultat de Ciències de la Comunicació de la Universitat de La Sapienza de Roma.
De 2000 a 2003 va presidir Rai Cinema, productora cinematogràfica de la RAI.

## Premis
- 2008: Premi Bianchi del Festival de Venècia.
- 2007: Premi David di Donatello de l'Acadèmia de Cinema Italiana en reconeixement de tota la seva carrera.[4]

## Compromís polític
Va ser un dels 756 signants del manifest publicat en 1971 en el setmanari L'Espresso contra el comissari Luigi Calabresi, al qual se l'acusava de torturador i de ser responsable de la mort de l'anarquista Giuseppe Pinelli, qui va morir en caure des d'una finestra de la comissaria de Milà quan era interrogat per la policia.

## Filmografia

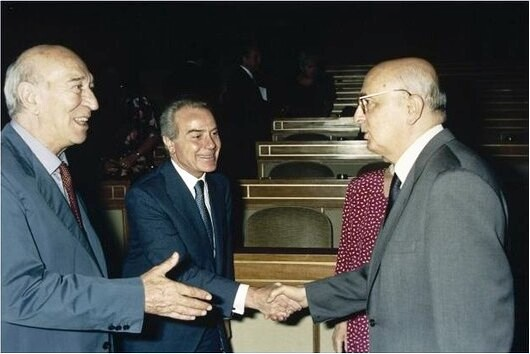
Montaldo amb Gianni Letta i Giorgio Napolitano el 1993

### Director
- Tiro al piccione (1961)
- Nudi per vivere (1963) - documental
- Extraconiugale (1964) – episodi "La moglie svedese"
- Genova: Ritratto di una città (1964) - curtmetratge documental
- Una bella grinta (1965)
- Diamants a dojo (1967)
- Gli intoccabili (1969)
- Dio è con noi (1970)
- Sacco e Vanzetti (1971)
- Giordano Bruno (1973)
- L'Agnese va a morire (1976)
- Circuito chiuso (1978) – telefilm
- Il giocattolo (1979)
- Arlecchino (1982) - curtmetratge
- Marco Polo (1982-1983) – miniserie TV, 8 episodi
- L'addio a Enrico Berlinguer (1984) - documentario collettivo
- Il giorno prima (1987)
- L'home de les ulleres d'or (1987)
- Temps de matar (1989)
- Ci sarà una volta (1992) - documentario
- Roma dodici novembre 1994 (1995) - curtmetratge documental
- Le stagioni dell'aquila (1997) - documental
- I demoni di San Pietroburgo (2008)
- L'oro di Cuba (2009) - documental
- Salvare Procida (2009) - curtmetratge documental amb Silvia Giulietti
- L'industriale (2011)

### Actor
- Atenció! Bandits!, dirigida per Carlo Lizzani (1951)
- La cieca di Sorrento, dirigida per Giacomo Gentilomo (1953)
- Ai margini della metropoli, dirigida per Carlo Lizzani (1953)
- Crònica dels pobres amants, dirigida per Carlo Lizzani (1954)
- Terza liceo, dirigida per Luciano Emmer (1954)
- Gli sbandati, dirigida per Francesco Maselli (1955)
- La donna del giorno, dirigida per Francesco Maselli (1957)
- Kean - Genio e sregolatezza, no acreditat, dirigida per Vittorio Gassman (1957)
- Il momento più bello, dirigida per Luciano Emmer (1957)
- Il marito bello: Il nemico di mia moglie, no acreditat, dirigida per Gianni Puccini (1959)
- L'assassino, no acreditat, dirigida per Elio Petri (1961)
- Extraconiugale, episodio "La doccia", dirigida per Massimo Franciosa (1964)
- Una bella grinta, no acreditat, dirigida per Giuliano Montaldo (1965)
- Il morbidone, no acreditat, dirigida per Massimo Franciosa (1965)
- Il lungo silenzio, dirigida per Margarethe von Trotta (1993)
- Un eroe borghese, dirigida per Michele Placido (1995)
- Il caimano, dirigida per Nanni Moretti (2006)
- The Haunting of Helena, dirigida per Christian Bisceglia i Ascanio Malgarini (2012)
- L'abbiamo fatta grossa, dirigida per Carlo Verdone (2016)
- Tutto quello che vuoi, dirigida per Francesco Bruni (2017)
- Un'Ora Sola, curtmetratge, dirigida per Serena Corvaglia (2022)